# Lan Yu (diseñadora de moda)
Lan Yu (Chino: 兰玉; pinyin: Lán Yù) (Pekín, 21 de enero de 1986) es una diseñadora de moda establecida en Pekín, China, reconocida por combinar el diseño tradicional chino del bordado de Suzhou con la moderna alta costura.

## Trayectoria
Yu nació en una familia dedicada al bordado de Suzhou. Es la quinta generación de su familia que sigue con esa tradicional forma de costura. Su madre le enseñó sus habilidades de bordado desde que era joven. Después aprendió la técnica de alta costura aplicada a vestidos. Yu logró integrar el bordado tradicional chino con la costura occidental en sus diseños. Sus colecciones representan la belleza elegante oriental con perspectivas de diseño occidentales modernas.
Fue también la primera diseñadora china invitada a la Semana de la Moda de Alta Costura de París en 2014. En 2016, fue invitada a la Semana de la Moda de Nueva York para lanzar su primera colección de temporada. Desde ese momento, lanzó dos colecciones de alta costura y dos colecciones de prêt-à-porter cada año. Yu es conocida como “La reina china de los vestidos de boda de alta costura” en los medios de comunicación chinos.
Yu es la representante de la nueva generación de diseñadores de China, utiliza sus diseños como herramientas para mostrar la cultura oriental al mundo y está considerada una de las diseñadoras más influyentes de Asia.

### Formación
Estudió en el Instituto de Pekín de Tecnología de la Ropa en 2004, y se graduó en 2008. Este mismo año, empezó a estudiar en el Instituto de moda de Tecnología en Nueva York. En 2012 finalizó sus estudios de Máster Ejecutiva de Administración Empresarial (EMBA) por la Escuela Empresarial Internacional de Europa y China (CEIBS).

### Estilo
Yu crea detalles con una relación equilibrada única entre narrativa espiritual y visual. Apoya la idea de que “cada mujer moderna tendría que ser independiente con una actitud natural”. Esta idea es profundamente desarrollada por Yu en sus diseños para crear un estilo romántico y de ensueños de fantasía para mujeres. El eslogan de LANYU "Justo para amor, justo para" consiguió que Yu fuera la hacedora de sueños para millones de mujeres.

### Obra
En 2005, fundó el estudio LANYU en Pekín. En 2008, el estudio fue adquirido por la Empresa Chinatex y Yu quedó como Directora Creativa, mientras continuó estudiando en Nueva York. Lan Regresó a China en 2009 y en septiembre de aquel año retomó el control y la propiedad del estudio LanYu. Los diseños de Yu equilibran técnicas de bordado chino con diseños Occidentales. Sus diseños exhiben su conocimiento del Su Xiu, una forma de bordado chino tradicional que se desarrolló a través de varias generaciones de su familia. Los estudios formales en Occidente, de diseño de alta costura, le dio herramientas para producir un estilo que integra elementos de ambas culturas. Sus obras son adquiridas por clientes famosos, y pueden ser vistas en personas chinas que acuden a festivales internacionales, como el Festival de Cannes, el Festival Internacional de Cine de Venecia, el Festival Internacional de Cine de Tokio y el Festival Internacional de cine de Berlín, así como los festivales de cine de China y otros acontecimientos nacionales con asistencia de celebridades paseando por la alfombra roja.

## Reconocimientos
- 2006, 'Best Minority Style Evening Wear'.[5]
- 2009, entre las "10 Diseñadores mejores de China' por la Asociación de Diseñadores de China, y 'Mejor Diseñador por Medios de comunicación'.
- 2012,  'Diseñador con mayor influencia en 'Asia' .
- 2013,  MSN otorgó a Lan Yu su premio "Mejor Diseñador '.[3]  'The Star's Favourite Designer' por COSMOBride China.
- 2014, Lan Yu en Forbes, la lista de China de "2014 Forbes China, Under 30: Rising Stars Of Entrepreneurism In China."[9]